# マニラ・光る爪
『マニラ・光る爪』（マニラ・ひかるつめ、原題：Maynila, sa mga Kuko ng Liwanag, 英題: Manila in the Claws of Light ）は1975年のフィリピン映画。

## キャスト
- ラファエル・ロコ・ジュニア：フリオ・マディアガ
- ヒルダ・コロネル：リガヤ・パライゾ
- ルー・サルバドル・ジュニア：アトン
- トミー・アブエル：ポル